# The Voice of Italy (terza edizione)
La terza edizione di The Voice of Italy viene trasmessa in prima serata in televisione su Rai 2 e Rai HD, ed in radio su RTL 102.5, dal 25 febbraio al 27 maggio 2015, per un totale di quattordici puntate. Il conduttore riconfermato è Federico Russo affiancato da Valentina Correani.
L'edizione è stata vinta da Fabio Curto, concorrente del Team Fach, composto da Roby e Francesco Facchinetti.

## Cast e promo
I coach riconfermati nella terza edizione sono: Piero Pelù (TeamPelù), J-Ax (Team J-Ax/Team Losers 2.0) e Noemi (Team Noemi). Il posto di Raffaella Carrà viene preso dal duo Facchinetti (Team Fach), composto dal padre Roby ed il figlio Francesco, seduti in un'unica poltrona per due.
Riconfermati i conduttori della trasmissione, con Federico Russo presentatore e Valentina Correani co-conduttrice e web-reporter.
Tra dicembre 2014 e gennaio 2015 vengono trasmessi i primi messaggi pubblicitari della nuova edizione del programma, dove si intravede lo studio di The Voice con un microfono al centro del palco e si può ascoltare la canzone No One di Alicia Keys cantata da Suor Cristina Scuccia, vincitrice della seconda edizione, durante la sua blind audition dell'anno precedente.
Da febbraio viene trasmesso il promo che mostra i coach della terza edizione e viene pubblicato su YouTube un promo con i conduttori e i coach che riprende la sigla di apertura della serie televisiva True Detective e successivamente un altro dove i coach parodiano il film 50 sfumature di grigio.
Ad una settimana prima dell'inizio della terza edizione, il 18 febbraio 2015, viene trasmesso su Rai 2 in seconda serata lo speciale The Voice Story, dove vengono riproposti i momenti migliori delle prime due edizioni del programma.

## Team
Legenda:
- Vincitore
- Secondo classificato
- Terzo classificato
- Quarto classificato

- Eliminato nelle Battle
- Eliminato al Knockout
- Eliminato ai Live show

- Barrato Eliminato dal proprio Coach e preso da un altro
- Corsivo Concorrente ripescato grazie allo STEAL

|                    | Roby e Francesco Facchinetti | Fabio Curto            | Sarah Jane Olog     | Chiara Dello Iacovo   | Alberto "AJ Summers" Slitti    | Alessia Labate         | Alexandre Vella |
| Maria Luce Gamboni | Roby e Francesco Facchinetti | Claudio Placanica      | Chiara Iezzi        | Alex Ceccotti         | Sara Vita Felline              | Chiara Beltrame        |                 |
| Fabio Garzia       | Roby e Francesco Facchinetti | Clelia Granata         | Valentina Caturelli | Sofia Mancino         | Giovanni Scardamaglio          | Giulia Pugliese        |                 |
|                    | Piero Pelù                   | Roberta Carrese        | Ira Green           | Marco De Vincentiis   | Alessandra Salerno             | Tommaso Gregianin      | Chiara Beltrame |
| Fabio Garzia       | Piero Pelù                   | Martina Liscaio        | Silvia De Santis    | Luca Gagliano         | Mariangela "Mariané" De Santis | Davide Fusaro          |                 |
| Denise Cannas      | Piero Pelù                   | Valerio Miglietta      | Marco Andreotti     | Francesco Paolo Bruno | Simone Perrone                 | Pier Luca Tevere       |                 |
|                    | J-Ax                         | Carola Campagna        | Sara Vita Felline   | Maurizio Di Cesare    | Raffaele "Lele" Esposito       | Francesca "Tekla" Cini | Arianna Alvisi  |
| Davide Fusaro      | J-Ax                         | Ilenia Bentrovato      | Luca Boccadamo      | Nathalie Coppola      | Chiara Iezzi                   | Fatima Diallo          |                 |
| Giuseppe Boscaglia | J-Ax                         | Ludovica Cola          | Lavinia Viscuso     | Virginia Cristaldi    | Maurizio Musumeci              | Edo Sparks             |                 |
|                    | Noemi                        | Thomas Cheval          | Keeniatta Baird     | Andrea Orchi          | Mariangela "Mariané" De Santis | Daniel Petrarulo       | Viola Laurenzi  |
| Fatima Diallo      | Noemi                        | Gregorio Rega          | Roberto Pignataro   | Amelia Villano        | Alexandre Vella                | Nicol Manenti          |                 |
| Benny Pierri       | Noemi                        | Massimiliano Marchetti | Claudia Miele       | Chiara Piperno        | Andrea Porceddu                | Giuseppe Izzo          |                 |

## Blind Auditions
Legenda:
- Il coach preme il bottone "I want you"
- L'artista è eliminato perché nessun coach preme il bottone "I want you"
- L'artista viene scelto per far parte della squadra di questo coach
- L'artista sceglie di far parte della squadra di questo coach

### Prima puntata
La prima puntata è andata in onda il 25 febbraio 2015. I quattro coach si sono esibiti in I Love Rock 'n' Roll.
| Ordine | Artista (età)             | Canzone (cantante originale)                             | Scelte di coach e/o artisti | Scelte di coach e/o artisti  | Scelte di coach e/o artisti | Scelte di coach e/o artisti |
| Ordine | Artista (età)             | Canzone (cantante originale)                             | Pelù                        | Roby e Francesco Facchinetti | Noemi                       | J-Ax                        |
| ------ | ------------------------- | -------------------------------------------------------- | --------------------------- | ---------------------------- | --------------------------- | --------------------------- |
| 1      | Amelia Villano (19)       | L'amore non mi basta (Emma Marrone)                      | —                           |                              |                             | —                           |
| 2      | Fabio Curto (27)          | Take Me to Church (Hozier)                               |                             |                              |                             |                             |
| 3      | Vincenzo Sansone (17)     | Tous les mêmes (Stromae)                                 | —                           | —                            | —                           | —                           |
| 4      | Raffaele Esposito (18)    | I Won't Let You Go (James Morrison)                      | —                           |                              |                             |                             |
| 5      | Mariangela De Santis (25) | Ciao amore, ciao (Dalida)                                |                             | —                            |                             |                             |
| 6      | Clelia Granata (28)       | Diamonds (Rihanna)                                       | —                           |                              | —                           | —                           |
| 7      | Alessandra Salerno (27)   | Creep (Radiohead)                                        |                             |                              |                             |                             |
| 8      | Nico Formigli (23)        | La fine (Tiziano Ferro)                                  | —                           | —                            | —                           | —                           |
| 9      | Chiara Iezzi (41)         | Thinking Out Loud (Ed Sheeran)                           | —                           |                              | —                           |                             |
| 10     | Giulia Cristofalo (28)    | Nuvole e lenzuola (Negramaro)                            | —                           | —                            | —                           | —                           |
| 11     | Roberta Carrese (20)      | Pensiero stupendo (Patty Pravo)                          |                             |                              |                             |                             |
| 12     | Nathalie Coppola (21)     | All About That Bass (Meghan Trainor)                     | —                           | —                            | —                           |                             |
| 13     | Nicol Manenti (18)        | I Put a Spell on You (Joss Stone)                        | —                           | —                            |                             |                             |
| 14     | Angelo Bilanzuolo (28)    | Regina di cuori (Litfiba)                                | —                           | —                            | —                           | —                           |
| 15     | Alberto Slitti (23)       | Can't Hold Us (Macklemore & Ryan Lewis feat. Ray Dalton) | —                           |                              |                             |                             |
| 16     | Tatiana Platon (27)       | I Just Want to Make Love to You (Etta James)             | —                           | —                            | —                           | —                           |
| 17     | Thomas Cheval (17)        | Mad World (Gary Jules)                                   |                             |                              |                             | —                           |
| 18     | Giuseppe Boscaglia (22)   | A me me piace 'o blues (Pino Daniele)                    |                             |                              |                             |                             |

### Seconda puntata
La seconda puntata è andata in onda il 4 marzo 2015.
| Ordine | Artista (età)                                   | Canzone (cantante originale)                         | Scelte di coach e/o artisti | Scelte di coach e/o artisti  | Scelte di coach e/o artisti | Scelte di coach e/o artisti |
| Ordine | Artista (età)                                   | Canzone (cantante originale)                         | Pelù                        | Roby e Francesco Facchinetti | Noemi                       | J-Ax                        |
| ------ | ----------------------------------------------- | ---------------------------------------------------- | --------------------------- | ---------------------------- | --------------------------- | --------------------------- |
| 1      | Ilenia Bentrovato (23)                          | The Monster (Eminem feat. Rihanna)                   | —                           | —                            |                             |                             |
| 2      | Keeniatta Baird (44)                            | And I Am Telling You I'm Not Going (Jennifer Hudson) |                             |                              |                             |                             |
| 3      | Tommaso Gregianin (19)                          | Let the Music Play (Barry White)                     |                             | —                            |                             | —                           |
| 4      | Loriana Cirino (26)                             | Mentre tutto scorre (Negramaro)                      | —                           | —                            | —                           | —                           |
| 5      | Claudio Placanica (28)                          | Cry Me a River (Justin Timberlake)                   | —                           |                              |                             |                             |
| 6      | Francesca "Tekla" Cini (20)                     | Do It like a Dude (Jessie J)                         |                             |                              |                             |                             |
| 7      | Salvatore Gabriel Valerio (30)                  | Sing (Ed Sheeran)                                    | —                           | —                            | —                           | —                           |
| 8      | Daniel Petrarulo (29)                           | Always (Bon Jovi)                                    |                             |                              |                             |                             |
| 9      | Alex Ceccotti (27)                              | Uomini soli (Pooh)                                   | —                           |                              | —                           | —                           |
| 10     | Martina Liscaio (28)                            | Knockin' on Heaven's Door (Bob Dylan)                |                             | —                            | —                           | —                           |
| 11     | Giada Borrelli (16)                             | The Prayer (Céline Dion e Andrea Bocelli)            | —                           | —                            | —                           | —                           |
| 12     | Valentina Caturelli (20)                        | Io e te da soli (Mina)                               | —                           |                              |                             | —                           |
| 13     | Alexandre Vella (31)                            | Save Tonight (Eagle-Eye Cherry)                      | —                           |                              |                             | —                           |
| 14     | Ira Green (vero nome: Arianna Carpentieri) (25) | Black Dog (Led Zeppelin)                             |                             |                              |                             |                             |
| 15     | Luisa Maggioni (18)                             | Wrecking Ball (Miley Cyrus)                          | —                           | —                            | —                           | —                           |
| 16     | Ludovica Cola (18)                              | Stronger Than Me (Amy Winehouse)                     | —                           | —                            | —                           |                             |
| 17     | Alice Spinelli (26)                             | L'amore è un'altra cosa (Arisa)                      | —                           | —                            | —                           | —                           |
| 18     | Raffaele Pelosi e Giovanni Lofrano (19)         | Hey Brother (Avicii)                                 | —                           | —                            | —                           | —                           |
| 19     | Jessica Benassi (20)                            | Ci vediamo a casa (Dolcenera)                        | —                           | —                            | —                           | —                           |
| 20     | Sara Vita Felline (19)                          | Anna e Marco (Lucio Dalla)                           |                             |                              |                             |                             |

### Terza puntata
La terza puntata è andata in onda l'11 marzo 2015.
| Ordine | Artista (età)            | Canzone (cantante originale)                      | Scelte di coach e/o artisti | Scelte di coach e/o artisti  | Scelte di coach e/o artisti | Scelte di coach e/o artisti |
| Ordine | Artista (età)            | Canzone (cantante originale)                      | Pelù                        | Roby e Francesco Facchinetti | Noemi                       | J-Ax                        |
| ------ | ------------------------ | ------------------------------------------------- | --------------------------- | ---------------------------- | --------------------------- | --------------------------- |
| 1      | Fatima Diallo (27)       | Déjà vu (Beyoncé feat. Jay-Z)                     |                             |                              |                             |                             |
| 2      | Emanuele Fornaro (19)    | Back to Black (Amy Winehouse)                     | —                           | —                            | —                           | —                           |
| 3      | Marco De Vincentiis (27) | Come Together (The Beatles)                       |                             |                              |                             |                             |
| 4      | Roberto Pignataro (24)   | You Are So Beautiful (Joe Cocker)                 |                             | —                            |                             |                             |
| 5      | Cristiano Turrini (25)   | Spider-Man (Michael Bublé)                        | —                           | —                            | —                           | —                           |
| 6      | Chiara Dello Iacovo (19) | Le cose in comune (Daniele Silvestri)             | —                           |                              |                             |                             |
| 7      | Luca Gagliano (27)       | Three Little Birds (Bob Marley)                   |                             |                              | —                           |                             |
| 8      | Denise Cannas (30)       | Scarborough Fair (Simon & Garfunkel)              |                             | —                            |                             | —                           |
| 9      | Lavinia Viscuso (20)     | Bongo Bong (Manu Chao)                            |                             |                              |                             |                             |
| 10     | Dario Giorgio (29)       | Bette Davis Eyes (Kim Carnes)                     | —                           | —                            | —                           | —                           |
| 11     | Valerio Miglietta (42)   | Insieme a te sto bene (Lucio Battisti)            |                             | —                            | —                           | —                           |
| 12     | Alessandra Chiodini (20) | Something's Got a Hold on Me (Christina Aguilera) | —                           | —                            | —                           | —                           |
| 13     | Virginia Cristaldi (25)  | Hit the Road Jack (Ray Charles)                   |                             | —                            |                             |                             |
| 14     | Benny Pierri (20)        | Budapest (George Ezra)                            | —                           | —                            |                             | —                           |
| 15     | Sarah Jane Olog (30)     | When I Was Your Man (Bruno Mars)                  | —                           |                              |                             | —                           |
| 16     | Federica Monterosso (24) | Distratto (Francesca Michielin)                   | —                           | —                            | —                           | —                           |
| 17     | Lidia Tre Re (27)        | Il mio giorno migliore (Giorgia)                  | —                           | —                            | —                           | —                           |
| 18     | Sofia Mancino (22)       | E la luna bussò (Loredana Bertè)                  | —                           |                              | —                           | —                           |
| 19     | Viola Laurenzi (18)      | Stay (Rihanna)                                    | —                           | —                            |                             |                             |

### Quarta puntata
La quarta puntata è andata in onda il 18 marzo 2015.
| Ordine | Artista (età)               | Canzone (cantante originale)                      | Scelte di coach e/o artisti | Scelte di coach e/o artisti  | Scelte di coach e/o artisti | Scelte di coach e/o artisti |
| Ordine | Artista (età)               | Canzone (cantante originale)                      | Pelù                        | Roby e Francesco Facchinetti | Noemi                       | J-Ax                        |
| ------ | --------------------------- | ------------------------------------------------- | --------------------------- | ---------------------------- | --------------------------- | --------------------------- |
| 1      | Maria Luce Gamboni (19)     | Million Dollar Bill (Whitney Houston)             | —                           |                              |                             |                             |
| 2      | Massimiliano Marchetti (29) | Glitter & Gold (Rebecca Ferguson)                 |                             |                              |                             | —                           |
| 3      | Carola Campagna (18)        | The A Team (Ed Sheeran)                           |                             |                              |                             |                             |
| 4      | Giovanni Ursini (22)        | Sogni di rock 'n' roll (Ligabue)                  | —                           | —                            | —                           | —                           |
| 5      | Silvia De Santis (28)       | The Man I Love (Ira Gershwin)                     |                             | —                            | —                           | —                           |
| 6      | Chiara Beltrame (31)        | DNA (Anna F.)                                     | —                           |                              |                             | —                           |
| 7      | Nadezhda Borzak (19)        | Remedios (Gabriella Ferri)                        | —                           | —                            | —                           | —                           |
| 8      | Maurizio Musumeci (27)      | L'avvelenata (Francesco Guccini)                  | —                           |                              | —                           |                             |
| 9      | Gregorio Rega (27)          | Love Foolosophy (Jamiroquai)                      | —                           | —                            |                             |                             |
| 10     | Davide Fusaro (29)          | Every Little Thing She Does Is Magic (The Police) |                             |                              |                             |                             |
| 11     | Arianna Alvisi (26)         | Una ragione di più (Ornella Vanoni)               |                             |                              |                             |                             |
| 12     | Sara Schlingensiepen (16)   | Titanium (David Guetta feat. Sia)                 | —                           | —                            | —                           | —                           |
| 13     | Andrea Orchi (28)           | Skinny Love (Birdy)                               | —                           |                              |                             | —                           |
| 14     | Giovanni Scardamaglio (23)  | Pronto a correre (Marco Mengoni)                  | —                           |                              | —                           | —                           |
| 15     | Elisabetta D'Aiuto (24)     | Space Oddity (David Bowie)                        | —                           | —                            | —                           | —                           |
| 16     | Marco Andreotti (27)        | Mama maé (Negrita)                                |                             | —                            | —                           | —                           |
| 17     | Francesco Armocida (33)     | Wake Me Up (Avicii)                               | —                           | —                            | —                           | —                           |
| 18     | Valeria Palmitessa (17)     | La nuova stella di Broadway (Cesare Cremonini)    | —                           | —                            | —                           | —                           |
| 19     | Alberto Guarrasi (28)       | One Day/Reckoning Song (Asaf Avidan)              | —                           | —                            | —                           | —                           |
| 20     | Alessia Labate (17)         | Lego House (Ed Sheeran)                           |                             |                              |                             | —                           |

### Quinta puntata
La quinta puntata è andata in onda il 25 marzo 2015.
| Ordine | Artista (età                                  | Canzone (cantante originale)               | Scelte di coach e/o artisti | Scelte di coach e/o artisti  | Scelte di coach e/o artisti | Scelte di coach e/o artisti |
| Ordine | Artista (età                                  | Canzone (cantante originale)               | Pelù                        | Roby e Francesco Facchinetti | Noemi                       | J-Ax                        |
| ------ | --------------------------------------------- | ------------------------------------------ | --------------------------- | ---------------------------- | --------------------------- | --------------------------- |
| 1      | Claudia Miele (32)                            | It's Raining Men (Geri Halliwell)          |                             | —                            |                             | —                           |
| 2      | Dennis Fantina (38)                           | Credimi ancora (Marco Mengoni)             | —                           | —                            | —                           | —                           |
| 3      | Francesco Paolo Bruno (20)                    | I Got a Woman (Ray Charles)                |                             |                              |                             |                             |
| 4      | Chiara Piperno (19)                           | Pregherò (Giorgia feat. Alicia Keys)       | —                           |                              |                             | —                           |
| 5      | Riccardo Vietti (17)                          | Love Never Felt So Good (Michael Jackson)  | —                           | —                            | —                           | —                           |
| 6      | Simone Perrone (27)                           | Amandoti (Gianna Nannini)                  |                             | —                            | —                           | —                           |
| 7      | Fabio Garzia (32)                             | Dancing in the Dark (Bruce Springsteen)    |                             |                              |                             | —                           |
| 8      | Giuseppe Libè (31)                            | Alice (Francesco De Gregori)               | —                           | —                            | —                           | —                           |
| 9      | Luca Boccadamo (22)                           | Get High (Ky-Mani Marley)                  |                             |                              |                             |                             |
| 10     | Andrea Porceddu (21)                          | Wake Me Up When September Ends (Green Day) | —                           | —                            |                             | —                           |
| 11     | Sara Dimastrogiovanni (17)                    | I See Ghost (As Animals)                   | —                           | —                            | —                           | —                           |
| 12     | Marco Agrusta (25)                            | Sunday Morning (Maroon 5)                  | —                           | —                            | —                           | —                           |
| 13     | Federica Roma (20)                            | Yoü and I (Lady Gaga)                      | —                           | —                            | —                           | —                           |
| 14     | Miriam Ferrigno (20)                          | Vieni a vedere perché (Cesare Cremonini)   | —                           | —                            | —                           | —                           |
| 15     | Giulia Pugliese (21)                          | People Help the People (Birdy)             |                             |                              |                             |                             |
| 16     | Giuseppe Izzo (25)                            | Another Love (Tom Odell)                   | —                           | N.D.                         |                             |                             |
| 17     | Pier Luca Tevere (21)                         | Unchain My Heart (Joe Cocker)              |                             | N.D.                         | N.D.                        | —                           |
| 16     | Edo Sparks (vero nome: Edoardo Esposito) (31) | Hey Ya! (OutKast)                          | N.D.                        | N.D.                         | N.D.                        |                             |
| 17     | Simona Angelini Larghetti                     | Just an Illusion (Imagination)             | N.D.                        | N.D.                         | N.D.                        | —                           |
| 18     | Simona Caruso                                 | Rhythm Is a Dancer (Snap!)                 | N.D.                        | N.D.                         | N.D.                        | —                           |
| 19     | Mattia De Simone (21)                         | Counting Stars (OneRepublic)               | N.D.                        | N.D.                         | N.D.                        | —                           |
| 20     | Eleonora Vecchio (28)                         | Rome Wasn't Built in a Day (Morcheeba)     | N.D.                        | N.D.                         | N.D.                        | —                           |
| 21     | Giulia Vertaldi (21)                          | Set Fire to the Rain (Adele)               | N.D.                        | N.D.                         | N.D.                        | —                           |
| 22     | Maurizio Di Cesare (22)                       | All of Me (John Legend)                    | N.D.                        | N.D.                         | N.D.                        |                             |

### Bilancio Blind Auditions
| Coach                        | Numero di volte | Numero di volte | Numero di volte  | Numero di volte | Numero di volte | Numero di volte che ha scelto come | Numero di volte che ha scelto come | Numero di volte che ha scelto come | Numero di volte che ha scelto come |
| Coach                        | Buzz            | Buzz da solo    | Buzz non da solo | Scelto          | Non scelto      | Roby e Francesco                   | Noemi                              | Pelù                               | J-Ax                               |
| ---------------------------- | --------------- | --------------- | ---------------- | --------------- | --------------- | ---------------------------------- | ---------------------------------- | ---------------------------------- | ---------------------------------- |
| Roby e Francesco Facchinetti | 40              | 4               | 36               | 12              | 24              | -                                  | 32                                 | 23                                 | 24                                 |
| Noemi                        | 44              | 2               | 41               | 14              | 28              | 32                                 | -                                  | 27                                 | 28                                 |
| Piero Pelù                   | 36              | 6               | 30               | 10              | 20              | 23                                 | 27                                 | -                                  | 22                                 |
| J-Ax                         | 37              | 3               | 33               | 12              | 21              | 24                                 | 28                                 | 22                                 | -                                  |

## Battles
Special coach
Durante le Battles, ogni coach è supportato da una guest star, che aiuterà i concorrenti della squadra a cui è associato nella preparazione alle sfide a due.
I quattro special coach sono: Malika Ayane per Roby e Francesco Facchinetti, Arisa per Noemi, Edoardo Bennato per Piero Pelù ed Enrico Ruggeri per J-Ax.
Legenda
- Vincitore della battaglia
- Artista eliminato
- Il coach preme il bottone STEAL
- L'artista viene scelto per far parte della squadra di questo coach
- L'artista sceglie di far parte della squadra di questo coach

### Sesta puntata
La sesta puntata è andata in onda il 1º aprile 2015.
| Ordine | Coach                        | Artisti                        | Artisti               | Canzone (cantante originale)                      | STEAL | STEAL                        | STEAL | STEAL |
| Ordine | Coach                        | Artisti                        | Artisti               | Canzone (cantante originale)                      | Pelù  | Roby e Francesco Facchinetti | Noemi | J-Ax  |
| ------ | ---------------------------- | ------------------------------ | --------------------- | ------------------------------------------------- | ----- | ---------------------------- | ----- | ----- |
| 1      | J-Ax                         | Raffaele Esposito              | Edo Sparks            | Uptown Funk (Mark Ronson e Bruno Mars)            | —     | —                            | —     | N.D.  |
| 2      | Noemi                        | Keeniatta Baird                | Claudia Miele         | Survivor (Destiny's Child)                        | —     | —                            | N.D.  | —     |
| 3      | Roby e Francesco Facchinetti | Alex Ceccotti                  | Giovanni Scardamaglio | La casa del sole (Pooh)                           | —     | N.D.                         | —     | —     |
| 4      | Piero Pelù                   | Alessandra Salerno             | Davide Fusaro         | Ain't No Sunshine (Bill Withers)                  | N.D.  | —                            |       |       |
| 5      | Noemi                        | Benny Pierri                   | Roberto Pignataro     | Io amo (Fausto Leali)                             | —     | —                            | N.D.  | —     |
| 6      | J-Ax                         | Arianna Alvisi                 | Chiara Iezzi          | Celebrity Skin (Hole)                             | —     |                              | —     | N.D.  |
| 7      | Roby e Francesco Facchinetti | Clelia Granata                 | Alessia Labate        | Price Tag (Jessie J)                              | —     | N.D.                         | —     | —     |
| 8      | Piero Pelù                   | Marco De Vincentiis            | Valerio Miglietta     | La torre di Babele (Edoardo Bennato)              | N.D.  | —                            | —     | —     |
| 9      | Noemi                        | Daniel Petrarulo               | Nicol Manenti         | La compagnia (Lucio Battisti)                     | —     | —                            | N.D.  | —     |
| 10     | Roby e Francesco Facchinetti | Alberto "AJ Summers" Slitti    | Chiara Beltrame       | Airplanes (B.o.B)                                 |       | N.D.                         | —     | —     |
| 11     | J-Ax                         | Ludovica Cola                  | Nathalie Coppola      | Quello che le donne non dicono (Fiorella Mannoia) | —     | —                            | —     | N.D.  |
| 12     | Piero Pelù                   | Mariangela "Mariané" De Santis | Luca Gagliano         | Il tempo di morire (Lucio Battisti)               | N.D.  | —                            |       |       |
| 13     | Roby e Francesco Facchinetti | Sofia Mancino                  | Chiara Dello Iacovo   | La mia storia tra le dita (Gianluca Grignani)     | —     | N.D.                         | —     | —     |
| 14     | J-Ax                         | Maurizio Musumeci              | Luca Boccadamo        | Sono=Sono (Bluvertigo)                            | —     | —                            | —     | N.D.  |
| 15     | Noemi                        | Massimiliano Marchetti         | Gregorio Rega         | Part Time Lover (Stevie Wonder)                   | —     | —                            | N.D.  | —     |

### Settima puntata
La settima puntata andrà in onda l'8 aprile 2015.
| Ordine | Coach                        | Artisti               | Artisti                | Canzone (cantante originale)                      | STEAL | STEAL                        | STEAL | STEAL |
| Ordine | Coach                        | Artisti               | Artisti                | Canzone (cantante originale)                      | Pelù  | Roby e Francesco Facchinetti | Noemi | J-Ax  |
| ------ | ---------------------------- | --------------------- | ---------------------- | ------------------------------------------------- | ----- | ---------------------------- | ----- | ----- |
| 1      | Roby e Francesco Facchinetti | Valentina Caturelli   | Sarah Jane Olog        | Rolling in the Deep (Adele)                       | —     | N.D.                         | —     | —     |
| 2      | J-Ax                         | Lavinia Viscuso       | Ilenia Bentrovato      | Un attimo ancora (Gemelli DiVersi)                | —     | —                            | —     | N.D.  |
| 3      | Piero Pelù                   | Pier Luca Tevere      | Silvia De Santis       | Happy (Pharrell Williams)                         | N.D.  | —                            | —     | —     |
| 4      | Roby e Francesco Facchinetti | Fabio Curto           | Sara Vita Felline      | Drops of Jupiter (Train)                          |       | N.D.                         | —     |       |
| 5      | Noemi                        | Andrea Orchi          | Andrea Porceddu        | Chariot (Gavin DeGraw)                            | —     | —                            | N.D.  | N.D.  |
| 6      | J-Ax                         | Virginia Cristaldi    | Carola Campagna        | In bianco e nero (Carmen Consoli)                 | —     | —                            | —     | N.D.  |
| 7      | Piero Pelù                   | Ira Green             | Marco Andreotti        | Back in Black (AC/DC)                             | N.D.  | —                            | —     | N.D.  |
| 8      | Noemi                        | Amelia Villano        | Chiara Piperno         | Lontano dagli occhi (Sergio Endrigo)              | —     | —                            | N.D.  | N.D.  |
| 9      | J-Ax                         | Fatima Diallo         | Francesca "Tekla" Cini | Chandelier (Sia)                                  | —     | —                            |       | N.D.  |
| 10     | Piero Pelù                   | Simone Perrone        | Roberta Carrese        | Somebody That I Used to Know (Gotye feat. Kimbra) | N.D.  | —                            | N.D.  | N.D.  |
| 11     | Noemi                        | Thomas Cheval         | Alexandre Vella        | Easy (Commodores)                                 |       |                              | N.D.  | N.D.  |
| 12     | Piero Pelù                   | Martina Liscaio       | Denise Cannas          | Labyrinth (Elisa)                                 | N.D.  | N.D.                         | N.D.  | N.D.  |
| 13     | Roby e Francesco Facchinetti | Claudio Placanica     | Fabio Garzia           | Iris (Goo Goo Dolls)                              |       | N.D.                         | N.D.  | N.D.  |
| 14     | J-Ax                         | Maurizio Di Cesare    | Giuseppe Boscaglia     | Under the Bridge (Red Hot Chili Peppers)          | N.D.  | N.D.                         | N.D.  | N.D.  |
| 15     | Noemi                        | Viola Laurenzi        | Giuseppe Izzo          | Burn (Ellie Goulding)                             | N.D.  | N.D.                         | N.D.  | N.D.  |
| 16     | Piero Pelù                   | Francesco Paolo Bruno | Tommaso Gregianin      | Storia d'amore (Adriano Celentano)                | N.D.  | N.D.                         | N.D.  | N.D.  |
| 17     | Roby e Francesco Facchinetti | Giulia Pugliese       | Maria Luce Gamboni     | Io canto (Riccardo Cocciante)                     | N.D.  | N.D.                         | N.D.  | N.D.  |

## Knock Out
Legenda
- Vincitore della battaglia
- Artista eliminato

### Ottava puntata
L'ottava puntata è andata in onda il 15 aprile 2015.
| Ordine | Coach                        | Artisti                        | Canzone (cantante originale)                |
| ------ | ---------------------------- | ------------------------------ | ------------------------------------------- |
| 1      | Noemi                        | Amelia Villano                 | Senza pietà (Anna Oxa)                      |
| 1      | Noemi                        | Keeniatta Baird                | I Have Nothing (Whitney Houston)            |
| 2      | Piero Pelù                   | Luca Gagliano                  | Purple Rain (Prince)                        |
| 2      | Piero Pelù                   | Alessandra Salerno             | La bambola (Patty Pravo)                    |
| 3      | J-Ax                         | Nathalie Coppola               | I'm Yours (Jason Mraz)                      |
| 3      | J-Ax                         | Sara Vita Felline              | Albachiara (Vasco Rossi)                    |
| 4      | Roby e Francesco Facchinetti | Alessia Labate                 | Locked Out of Heaven (Bruno Mars)           |
| 4      | Roby e Francesco Facchinetti | Alex Ceccotti                  | Perdere l'amore (Massimo Ranieri)           |
| 5      | Noemi                        | Roberto Pignataro              | Wherever You Will Go (The Calling)          |
| 5      | Noemi                        | Mariangela "Mariané" De Santis | Dedicato (Loredana Bertè)                   |
| 6      | J-Ax                         | Luca Boccadamo                 | Ahi Maria (Rino Gaetano)                    |
| 6      | J-Ax                         | Maurizio Di Cesare             | La La La (Naughty Boy feat. Sam Smith)      |
| 7      | Piero Pelù                   | Silvia De Santis               | Se telefonando (Mina)                       |
| 7      | Piero Pelù                   | Ira Green                      | Paranoid (Black Sabbath)                    |
| 8      | Roby e Francesco Facchinetti | Sarah Jane Olog                | Stay With Me (Sam Smith)                    |
| 8      | Roby e Francesco Facchinetti | Chiara Iezzi                   | La voce del silenzio (Mina)                 |
| 9      | Noemi                        | Thomas Cheval                  | Papaoutai (Stromae)                         |
| 9      | Noemi                        | Gregorio Rega                  | Geronimo (Sheppard)                         |
| 10     | Piero Pelù                   | Martina Liscaio                | Ma il cielo è sempre più blu (Rino Gaetano) |
| 10     | Piero Pelù                   | Marco De Vincentiis            | Enjoy the Silence (Depeche Mode)            |

### Nona puntata
La nona puntata è andata in onda il 22 aprile 2015.
| Ordine | Coach                        | Artisti                     | Canzone (cantante originale)                       |
| ------ | ---------------------------- | --------------------------- | -------------------------------------------------- |
| 1      | Roby e Francesco Facchinetti | Chiara Dello Iacovo         | Fango (Lorenzo Jovanotti)                          |
| 1      | Roby e Francesco Facchinetti | Claudio Placanica           | 7 Days (Craig David)                               |
| 2      | J-Ax                         | Ilenia Bentrovato           | Love The Way You Lie (Eminem feat. Rihanna)        |
| 2      | J-Ax                         | Carola Campagna             | Ti Sento (Matia Bazar)                             |
| 3      | Piero Pelù                   | Tommaso Gregianin           | Sere nere (Tiziano Ferro)                          |
| 3      | Piero Pelù                   | Fabio Garzia                | Sweet Home Chicago (The Blues Brothers)            |
| 4      | Noemi                        | Andrea Orchi                | Indaco dagli occhi del cielo (Zucchero Fornaciari) |
| 4      | Noemi                        | Fatima Diallo               | Grenade (Bruno Mars)                               |
| 5      | J-Ax                         | Francesca "Tekla" Cini      | Russian Roulette (Rihanna)                         |
| 5      | J-Ax                         | Davide Fusaro               | Ordinary Love (U2)                                 |
| 6      | Roby e Francesco Facchinetti | Fabio Curto                 | Don't You Worry Child (Swedish House Mafia)        |
| 6      | Roby e Francesco Facchinetti | Maria Luce Gamboni          | La notte (Arisa)                                   |
| 7      | Piero Pelù                   | Roberta Carrese             | Perfect Day (Lou Reed)                             |
| 7      | Piero Pelù                   | Chiara Beltrame             | Una zebra a pois (Mina)                            |
| 8      | Noemi                        | Viola Laurenzi              | Eppure sentire (Elisa)                             |
| 8      | Noemi                        | Daniel Petrarulo            | Rise like a Phoenix (Conchita Wurst)               |
| 9      | Roby e Francesco Facchinetti | Alexandre Vella             | Rehab (Amy Winehouse)                              |
| 9      | Roby e Francesco Facchinetti | Alberto "AJ Summers" Slitti | Moment 4 Life (Nicki Minaj feat. Drake)            |
| 10     | J-Ax                         | Arianna Alvisi              | 50mila (Nina Zilli feat. Giuliano Palma)           |
| 10     | J-Ax                         | Raffaele "Lele" Esposito    | Royals (Lorde)                                     |

## Live Show
Legenda
- Salvo grazie al televoto
- Salvo grazie al coach
- Eliminato

### Decima puntata
La decima puntata è andata in onda il 29 aprile 2015. Si esibiscono i cinque concorrenti per coach, dei quali tre vengono salvati dal televoto del pubblico ed uno dal coach stesso.
Esibizione dei coach: I quattro coach si esibiscono con dei loro medley (Roby Facchinetti canta Per tutta la vita, Noemi e Francesco Facchinetti cantano Uno di quei giorni, J-Ax canta Spirito e Piero Pelù canta Chi fermerà la musica)
Ospiti: Saint Motel
Canzoni eseguite dagli ospiti: Cold Cold Man e My Type (con Keeniatta Baird, Sarah Jane Olog, Carola Campagna e Alessandra Salerno)
| Ordine | Coach                        | Artista                        | Canzone (cantante originale)                       | Televoto(%) |
| ------ | ---------------------------- | ------------------------------ | -------------------------------------------------- | ----------- |
| 1      | Noemi                        | Andrea Orchi                   | Billie Jean (Michael Jackson)                      | 14,08%      |
| 2      | Noemi                        | Mariangela "Mariané" De Santis | L'Immensità (Don Backy)                            | 13,15%      |
| 3      | Noemi                        | Keeniatta Baird                | You'll Follow Me Down (Skunk Anansie)              | 17,08%      |
| 4      | Noemi                        | Daniel Petrarulo               | Guerriero (Marco Mengoni)                          | 12,80%      |
| 5      | Noemi                        | Thomas Cheval                  | Addicted to You (Avicii)                           | 42,89%      |
| 6      | Roby e Francesco Facchinetti | Alessia Labate                 | Dimentico tutto (Emma Marrone)                     | 9,98%       |
| 7      | Roby e Francesco Facchinetti | Fabio Curto                    | The Scientist (Coldplay)                           | 56,26%      |
| 8      | Roby e Francesco Facchinetti | Sarah Jane Olog                | Love Runs Out (OneRepublic)                        | 15,59%      |
| 9      | Roby e Francesco Facchinetti | Chiara Dello Iacovo            | Giudizi Universali (Samuele Bersani)               | 11,16%      |
| 10     | Roby e Francesco Facchinetti | Alberto "AJ Summers" Slitti    | Take A Look Around (Limp Bizkit)                   | 7,01%       |
| 11     | J-Ax                         | Francesca "Tekla" Cini         | Magnifico (Fedez feat. Francesca Michielin)        | 10,53%      |
| 12     | J-Ax                         | Raffaele "Lele" Esposito       | Hold Back the River (James Bay)                    | 17,10%      |
| 13     | J-Ax                         | Carola Campagna                | All'alba sorgerò (Serena Autieri)                  | 20,45%      |
| 14     | J-Ax                         | Maurizio Di Cesare             | Animals (Maroon 5)                                 | 17,83%      |
| 15     | J-Ax                         | Sara Vita Felline              | Kobra (Donatella Rettore)                          | 34,09%      |
| 16     | Piero Pelù                   | Roberta Carrese                | Amore Che Vieni, Amore Che Vai (Fabrizio De André) | 30,08%      |
| 17     | Piero Pelù                   | Ira Green                      | Lithium (Nirvana)                                  | 20,76%      |
| 18     | Piero Pelù                   | Tommaso Gregianin              | Wicked Game (Chris Isaak)                          | 15,59%      |
| 19     | Piero Pelù                   | Alessandra Salerno             | Diamante (Zucchero Fornaciari)                     | 14,25%      |
| 20     | Piero Pelù                   | Marco De Vincentiis            | Monna Lisa (Ivan Graziani) e Gioconda (Litfiba)    | 19,32%      |

### Undicesima puntata
L'undicesima puntata è andata in onda il 6 maggio 2015. Si esibiscono i quattro concorrenti per coach, dei quali due vengono salvati dal televoto del pubblico ed uno dal coach stesso.
Esibizione dei coach: I 16 artisti si esibiscono sul palco insieme ai loro coach cantando We Will Rock You dei Queen.
Ospiti: Fedez
Canzoni eseguite dagli ospiti: Magnifico (con Roberta Carrese, Chiara Dello Iacovo, Mariangela "Mariané" De Santis e Sara Vita Felline) e L'amore eternit con Noemi
| Ordine | Coach                        | Artista                        | Canzone (cantante originale)                           | Televoto (%) |
| ------ | ---------------------------- | ------------------------------ | ------------------------------------------------------ | ------------ |
| 1      | Roby e Francesco Facchinetti | Alberto "AJ Summers" Slitti    | I Gotta Feeling (The Black Eyed Peas)                  | 7,23%        |
| 2      | Roby e Francesco Facchinetti | Chiara Dello Iacovo            | Rimmel (Francesco De Gregori)                          | 11,78%       |
| 3      | Roby e Francesco Facchinetti | Sarah Jane Olog                | Bang Bang (Jessie J feat. Ariana Grande & Nicki Minaj) | 11,62%       |
| 4      | Roby e Francesco Facchinetti | Fabio Curto                    | Hallelujah (Leonard Cohen)                             | 69,37%       |
| 5      | Piero Pelù                   | Roberta Carrese                | Because The Night (Patti Smith)                        | 31,43%       |
| 6      | Piero Pelù                   | Alessandra Salerno             | Lady Marmalade (Labelle)                               | 24,44%       |
| 7      | Piero Pelù                   | Ira Green                      | i maschi (Gianna Nannini)                              | 24,73%       |
| 8      | Piero Pelù                   | Marco De Vincentiis            | Another One Bites the Dust (Queen)                     | 19,40%       |
| 9      | Noemi                        | Keeniatta Baird                | I Belong to You (Eros Ramazzotti e Anastacia)          | 22,32%       |
| 10     | Noemi                        | Thomas Cheval                  | Ordinary People (John Legend)                          | 39,21%       |
| 11     | Noemi                        | Andrea Orchi                   | Dannate nuvole (Vasco Rossi)                           | 17,04%       |
| 12     | Noemi                        | Mariangela "Mariané" De Santis | Call Me (Blondie)                                      | 21,43%       |
| 13     | J-Ax                         | Raffaele "Lele" Esposito       | Stai lontana da me (Adriano Celentano)                 | 16,15%       |
| 14     | J-Ax                         | Sara Vita Felline              | Alfonso (Levante)                                      | 38,0%        |
| 15     | J-Ax                         | Maurizio Di Cesare             | Rather Be (Clean Bandit)                               | 19,8%        |
| 16     | J-Ax                         | Carola Campagna                | Mi sei scoppiato dentro il cuore (Mina)                | 26,1%        |

### Dodicesima puntata
La dodicesima puntata è andata in onda il 15 maggio 2015. Si esibiscono i tre concorrenti per coach, dei quali uno viene salvato dal televoto del pubblico ed uno dal coach stesso.
Ospiti: Robert Davi

Canzoni eseguite dagli ospiti: I've Got You Under My Skin e My Way (con Roberta Carrese, Fabio Curto, Carola Campagna e Thomas Cheval)
| Ordine | Coach                        | Artista             | Canzone (cantante originale)             | Televoto (%) |
| ------ | ---------------------------- | ------------------- | ---------------------------------------- | ------------ |
| 1      | J-Ax                         | Sara Vita Felline   | Gianna (Rino Gaetano)                    | 36,57%       |
| 2      | J-Ax                         | Maurizio Di Cesare  | Umbrella (Rihanna)                       | 30,26%       |
| 3      | J-Ax                         | Carola Campagna     | Beautiful (Christina Aguilera)           | 33,17%       |
| 4      | Noemi                        | Andrea Orchi        | The Blower's Daughter (Damien Rice)      | 22,22%       |
| 5      | Noemi                        | Keeniatta Baird     | Love on Top (Beyoncé)                    | 22,43%       |
| 6      | Noemi                        | Thomas Cheval       | Il regalo più grande (Tiziano Ferro)     | 55,35%       |
| 7      | Roby e Francesco Facchinetti | Chiara Dello Iacovo | Ti regalerò una rosa (Simone Cristicchi) | 18,33%       |
| 8      | Roby e Francesco Facchinetti | Sarah Jane Olog     | Roar (Katy Perry)                        | 16,13%       |
| 9      | Roby e Francesco Facchinetti | Fabio Curto         | Incomplete (Backstreet Boys)             | 65,54%       |
| 10     | Piero Pelù                   | Ira Green           | Vita spericolata (Vasco Rossi)           | 26,30%       |
| 11     | Piero Pelù                   | Roberta Carrese     | Angie (The Rolling Stones)               | 51,92%       |
| 12     | Piero Pelù                   | Marco De Vincentiis | Polvere (Enrico Ruggeri)                 | 21,78%       |

Esibizioni di gruppo con i coach
| Ordine | Coach                        | Canzone                                        |
| ------ | ---------------------------- | ---------------------------------------------- |
| 1      | J-Ax                         | Don't Speak e It's My Life                     |
| 2      | Noemi                        | Let It Be e Help!                              |
| 3      | Roby e Francesco Facchinetti | Pensiero e Non siamo in pericolo               |
| 4      | Piero Pelù                   | Should I Stay or Should I Go e Rock the Casbah |

### Semifinale
La tredicesima puntata è andata in onda il 19 maggio 2015. In questa puntata si esibiscono i due talenti rimasti per team. Giungerà in finale un artista per squadra, quello che ottiene il punteggio più alto sommando le percentuali del televoto e i 100 punti distribuiti dal coach tra i suoi due concorrenti (60 al preferito e 40 al secondo componente del team).
Ospiti: Robin Schulz, Jason Derulo, Kygo e Conrad Sewell, Álvaro Soler
Canzoni eseguite dagli ospiti: Prayer in C (Robin Schulz con tutti i talenti) e Headlights, Talk Dirty (Jason Derulo con Keeniatta Baird e Thomas Cheval), El mismo sol (Álvaro Soler con Carola Campagna e Sara Vita Felline), Firestone (Kygo feat. Conrad Sewell)
Legenda
- Artista finalista
- Artista eliminato

| Ordine | Coach                        | Artista           | Esibizioni                           | Esibizioni       | Punteggio | Punteggio | Punteggio |
| Ordine | Coach                        | Artista           | Canzone (cantante originale)         | Inedito          | Coach     | Televoto  | Totale    |
| ------ | ---------------------------- | ----------------- | ------------------------------------ | ---------------- | --------- | --------- | --------- |
| 1      | Piero Pelù                   | Roberta Carrese   | Sei bellissima (Loredana Bertè)      | La mia conquista | 40        | 61,86%    | 102       |
| 2      | Piero Pelù                   | Ira Green         | Smoke on the Water (Deep Purple)     | Il tuo no        | 60        | 38,14%    | 98        |
| 3      | Noemi                        | Keeniatta Baird   | The Edge of Glory (Lady Gaga)        | On my own        | 40        | 19,18%    | 59        |
| 4      | Noemi                        | Thomas Cheval     | Someone like You (Adele)             | Alons dancer     | 60        | 80,82%    | 141       |
| 5      | J-Ax                         | Carola Campagna   | Circle of Life (Elton John)          | Se solo          | 60        | 48,12%    | 108       |
| 6      | J-Ax                         | Sara Vita Felline | Non voglio mica la luna (Fiordaliso) | Brave ragazze    | 40        | 51,88%    | 92        |
| 7      | Roby e Francesco Facchinetti | Sarah Jane Olog   | If I Were a Boy (Beyoncé)            | The cycle        | 40        | 17,36%    | 57        |
| 8      | Roby e Francesco Facchinetti | Fabio Curto       | Emozioni (Mogol - Lucio Battisti)    | L'ultimo esame   | 60        | 82,64%    | 143       |

### Finale
La finale è andata in onda il 27 maggio 2015. Nel corso della semifinale, il conduttore Federico Russo ha ufficializzato l'apertura del televoto per tutto il corso della settimana, chiuso poi al termine della prima fase della finale. È stato riaperto poi altre due volte, sino alla proclamazione di The Voice of Italy 2015. La prima fase prevede lo schieramento di tre pezzi: una cover, un duetto con il proprio coach e l'inedito. La seconda fase prevede lo schieramento del brano presentato alle Blind Auditions. Infine, la terza ed ultima fase prevede lo schieramento del "pezzo forte", ovvero uno dei brani presentati ai Live Show.
Ospiti: Ariana Grande, Tiziano Ferro, Years & Years
Canzoni eseguite dagli ospiti: Ariana Grande: Problem, Break Free e Love Me Harder (con i 4 finalisti) e One Last Time; Tiziano Ferro: Ti scatterò una foto e Rosso relativo (con i 4 finalisti) e Lo stadio; Years & Years: King
Prima fase
- Concorrente che passa alla seconda fase
- Quarto classificato

| Ordine | Coach                        | Artista         | Prima manche                           | Seconda manche                               | Terza manche     | Televoto |
| Ordine | Coach                        | Artista         | Canzone (cantante originale)           | Esibizione con il coach (cantante originale) | Inedito          | Televoto |
| ------ | ---------------------------- | --------------- | -------------------------------------- | -------------------------------------------- | ---------------- | -------- |
| 1      | Noemi                        | Thomas Cheval   | You Give Me Something (James Morrison) | Angels (Robbie Williams)                     | Alons dancer     | 13,03%   |
| 2      | Piero Pelù                   | Roberta Carrese | Almeno tu nell'universo (Mia Martini)  | Pride (In The Name Of Love) (U2)             | La mia conquista | 18,48%   |
| 3      | J-Ax                         | Carola Campagna | I Want You Back (The Jackson 5)        | L'isola che non c'è (Edoardo Bennato)        | Se solo          | 18,07%   |
| 4      | Roby e Francesco Facchinetti | Fabio Curto     | Father And Son (Cat Stevens)           | Il Mondo (Jimmy Fontana)                     | L'ultimo esame   | 50,42%   |

Seconda fase
- Concorrente che passa alla terza fase
- Terzo classificato

| Ordine | Coach                        | Artista         | Canzone delle Blind Auditions (cantante originale) | Televoto |
| ------ | ---------------------------- | --------------- | -------------------------------------------------- | -------- |
| 1      | Piero Pelù                   | Roberta Carrese | Pensiero stupendo (Patty Pravo)                    | 21,71%   |
| 2      | J-Ax                         | Carola Campagna | The A Team (Ed Sheeran)                            | 21,10%   |
| 3      | Roby e Francesco Facchinetti | Fabio Curto     | Take Me to Church (Hozier)                         | 57,19%   |

Terza fase
- Vincitore
- Secondo classificato

| Ordine | Coach                        | Artista         | Cavallo di battaglia (cantante originale)          | Televoto |
| ------ | ---------------------------- | --------------- | -------------------------------------------------- | -------- |
| 1      | Piero Pelù                   | Roberta Carrese | Amore Che Vieni, Amore Che Vai (Fabrizio De André) | 27,90%   |
| 2      | Roby e Francesco Facchinetti | Fabio Curto     | Hallelujah (Leonard Cohen)                         | 72,10%   |

## Discografia
| Artista           | Singolo          | Posizioni in classifica |
| Artista           | Singolo          | FIMI                    |
| ----------------- | ---------------- | ----------------------- |
| Fabio Curto       | L'ultimo esame   | -                       |
| Carola Campagna   | Se solo          | -                       |
| Sara Vita Felline | Brave ragazze    | -                       |
| Sarah Jane Olog   | The cycle        | -                       |
| Roberta Carrese   | La mia conquista | -                       |
| Thomas Cheval     | Allons dancer    | -                       |
| Ira Green         | Il tuo no        | -                       |
| Keeniatta         | On My Own        | -                       |

Album
| Artista         | Album           | Posizioni in classifica |
| Artista         | Album           | FIMI                    |
| --------------- | --------------- | ----------------------- |
| Fabio Curto     | Fabio Curto     | 43                      |
| Carola Campagna | Carola          | -                       |
| Roberta Carrese | Roberta Carrese | -                       |
| Thomas Cheval   | Thomas Cheval   | -                       |

## Ascolti

### The Voice Story
The Voice Story, in onda mercoledì 18 febbraio 2015 in seconda serata dalle 23:45 alle 00:45 su Rai 2, ha raccolto davanti al video 410.000 spettatori con uno share del 4.35%.

### The Voice of Italy 2015
| Puntata | Tipo                   | Data             | Telespettatori | Share  |
| ------- | ---------------------- | ---------------- | -------------- | ------ |
| 1       | Blind Auditions 1      | 25 febbraio 2015 | 3.036.000      | 12,69% |
| 2       | Blind Audition 2       | 4 marzo 2015     | 2.925.000      | 12,84% |
| 3       | Blind Audition 3       | 11 marzo 2015    | 2.917.000      | 12,06% |
| 4       | Blind Audition 4       | 18 marzo 2015    | 2.941.000      | 12,62% |
| 5       | Blind Audition 5       | 25 marzo 2015    | 3.287.000      | 14,29% |
| 6       | Battles 1              | 1º aprile 2015   | 2.974.000      | 12,69% |
| 7       | Battles 2              | 8 aprile 2015    | 2.749.000      | 11,81% |
| 8       | Knock Out 1            | 15 aprile 2015   | 2.866.000      | 12,74% |
| 9       | Knock Out 2            | 22 aprile 2015   | 2.488.000      | 10,69% |
| 10      | Live Show 1            | 29 aprile 2015   | 2.262.000      | 10,67% |
| 11      | Live Show 2            | 6 maggio 2015    | 2.104.000      | 10,31% |
| 12      | Live Show 3            | 15 maggio 2015   | 2.302.000      | 10,60% |
| 13      | Live Show 4 Semifinale | 19 maggio 2015   | 1.872.000      | 9,14%  |
| 14      | Live Show 5 Finale     | 27 maggio 2015   | 2.556.000      | 13,20% |
| Media   | Media                  | Media            | 2.673.000      | 11,88% |

## Ospiti ai Live Show
| Live Show | Data           | Ospiti                                                         |
| --------- | -------------- | -------------------------------------------------------------- |
| 1         | 29 aprile 2015 | Saint Motel                                                    |
| 2         | 6 maggio 2015  | Fedez                                                          |
| 3         | 15 maggio 2015 | Robert Davi                                                    |
| 4         | 19 maggio 2015 | Robin Schulz, Jason Derulo, Kygo e Conrad Sewell, Álvaro Soler |
| 5         | 27 maggio 2015 | Ariana Grande, Tiziano Ferro, Years & Years                    |

## Curiosità
- Novità assoluta ľintroduzione della poltrona doppia: tale evenienza non è nuova per il format all'estero, essendo già presente nelle versioni di The Voice in Argentina, Australia, Lituania e Germania.

- Chiara Iezzi (Team J-Ax e successivamente Team Facchinetti), eliminata nei knockout, ha partecipato da ex componente del duo canoro Paola & Chiara.

- Alle audizioni prende parte Dennis Fantina, vincitore della prima edizione di Amici (all'epoca denominato Saranno Famosi), non venendo tuttavia scelto da nessun coach.

- Lele (Team J-Ax), eliminato nel secondo live show, nel 2015, ha partecipato ad Amici e vinto il Festival di Sanremo 2017 nella sezione delle Nuove Proposte.

- Alessia Labate (Team Facchinetti, eliminata al primo Live show) ha partecipato alla terza edizione di Io canto.

- Maria Luce Gamboni (Team J-Ax), ha partecipato allo Zecchino d'oro del 2004 e successivamente a Ti lascio una canzone.

- Chiara Dello Iacovo (Team Facchinetti, eliminata durante il terzo live show) ha partecipato al Festival di Sanremo 2016 tra le Nuove Proposte, classificandosi seconda.

- Sarah Jane Olog (Team Facchinetti), eliminata durante la Semifinale, ha preso parte all'edizione di Amici di Maria De Filippi del 2003/04. Tra l'altro, ha cantato la canzone La mia felicità, sigla della fiction Rai È arrivata la felicità con Claudio Santamaria e Claudia Pandolfi, andata in onda tra l'ottobre ed il novembre 2015.

- Maurizio Di Cesare (team J-Ax), ha pubblicato due singoli con l'etichetta indipendente NatyLoveYou di Valerio Scanu.

- Valerio Miglietta (Team Pelù) è il fratello della cantante Mietta.

- Simone Perrone (Team Pelù), eliminato alle Battles, ha partecipato alla quarta edizione di X Factor, venendo eliminato agli Homevisit.

- Carola Campagna (Team J-Ax) ha partecipato nel 2016 al programma Sarà Sanremo. Nel 2021, ha partecipato alla Quarta Edizione di All Together Now, dove ha conquistato il terzo posto.

- Gregorio Rega (Team Noemi) ha in seguito partecipato e vinto la prima edizione di All Together Now.

- Keeniatta Baird (Team Noemi) ha in seguito partecipato alla prima edizione di All Together Now, venendo eliminata in semifinale.

- Martina Liscaio (Team Pelù) ha preso parte alle Blind Auditions della Prima Edizione, più precisamente nella prima puntata, non venendo scelta da nessun giudice.